# Kirtimukha

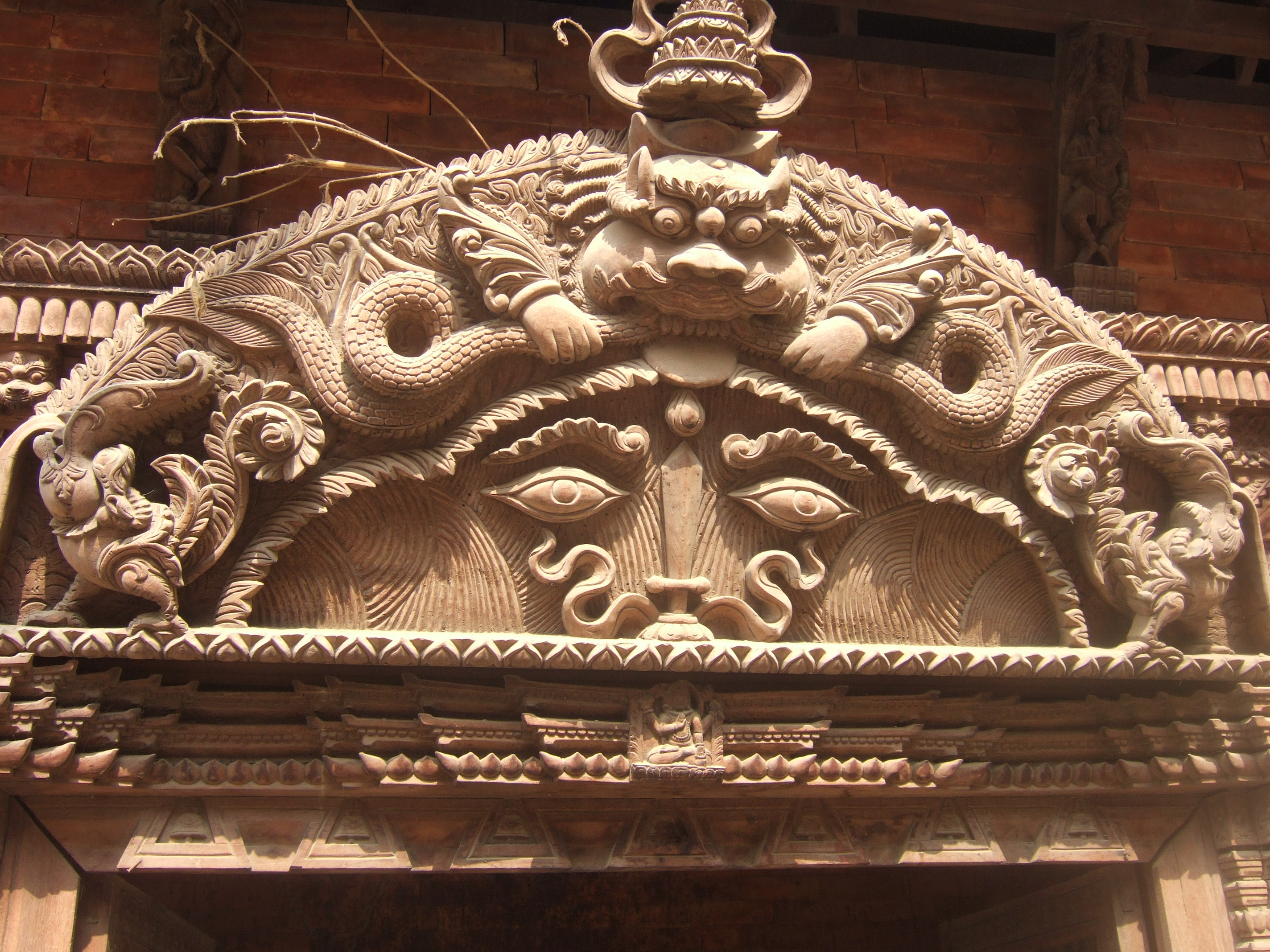
Un kirtimukha sobre la entrada de un templo hinduista en Katmandú (Nepal).

En el marco de la mitología hinduista, Kirtimukha es el nombre de un feroz demonio con cuernos, boca abierta y grandes colmillos.
Es conocido solo porque su rostro se utiliza a menudo como motivo decorativo en la arquitectura de los templos de la India y del sudeste asiático.
En muchos templos hindúes, la cara monstruosa de ojos saltones se encuentra sobre el dintel de la puerta al interior del santuario.
Generalmente se coloca encima de las aberturas, como puertas, ventanas y arcos.
- kīrtimukha, en el sistema AITS (alfabeto internacional para la transliteración del sánscrito).[2]
- कीर्तिमुख, en escritura devanagari del sánscrito.[2]
- Pronunciación: /kirtimúka/.
- Etimología: ‘rostro glorioso’, siendo kiirtí: fama, gloria, y mukha: ‘boca, rostro, pico, boca de jarra’.[2]

## Nombre contradictorio
El rostro horroroso contradice al nombre, pero ―según el escritor estadounidense Stephen Wilk― quizá equivale a las Euménides (‘las graciosas’ o llenas de gracia), que era el eufemismo para nombrar a las horrorosas Erinias (‘perseguidoras’, las Furias).
Igualmente, en la India, el energúmeno dios rigvédico Rudrá (‘aullador, rugiente’) empezó a ser llamado con el eufemismo Shivá (‘auspicioso’), que es el dios de la destrucción universal.